# آخرت (فیلم)
آخرت (به انگلیسی: Hereafter) یک فیلم درام و تخیلی آمریکایی به کارگردانی کلینت ایستوود و به فیلمنامه‌نویسی پیتر مورگان است. این فیلم دربارهٔ سه نفر است که مفهوم مرگ زندگی آن‌ها را تحت تأثیر قرار داده است. یکی از آن‌ها زنی فرانسوی است به نام ماری (با بازی سسیل دو فرانس)که به دنبال سونامی در شرق آسیا تجربه نزدیک به مرگ داشته‌است. دیگری مردی آمریکایی به نام جرج (با بازی مت دیمون)است که می‌تواند با مردگان رابطه برقرار کند و سومی پسری انگلیسی است که به تازگی برادر دوقلویش را از دست داده است. آخرت در سپتامبر ۲۰۱۰، در فستیوال بین‌المللی فیلم تورنتو ۲۰۱۰ به‌عنوان «فیلم ویژه» معرفی شد. این فیلم در ۲۲ اکتبر ۲۰۱۰ در سرتاسر آمریکای شمالی پخش گردید.

## خلاصه داستان
قصه موازی سه نفر در نقاط مختلف جهان که زندگیشان به طرز عجیبی به هم گره میخورد.زنی که در یک سونامی تا یک قدمی مرگ پیش میرود و پسری که بخاطر گناهی مرتکب نشده برادرش از دست میدهد و مردی که در حال فرار از توانایی‌های ویژه خویش در ارتباط با مردگان است...

## بازیگران
- مت دیمون
- سسیل دو فرانس
- برایس دالاس هاوارد
- جی مهر
- تیری نوویک
- مارته کلر
- درک جاکوبی
- لیندزی مارشال
- ریچارد کیند
- استیو اسکیریپا
- جنیفر لوئیس
- فرانز درامه
- نیو کیوسک
- جورج کوستیگان
- میلن ژامپانوی
- استفان فریس
- لوران باتو
- ژان-ایو برتلو
- متیو بینتون
- تام پرایس
- سلین سالت
- کلیر پرایس